# Edward Motyl
Edward Motyl (ur. 11 lutego 1938 w Myszkowie, zm. 15 października 2023 w Poznaniu) – polski lekkoatleta, długodystansowiec oraz trener.

## Życiorys
Największe sukcesy odnosił w biegu na 3000 metrów z przeszkodami. Wystąpił w tej konkurencji na mistrzostwach Europy w 1962 w Belgradzie oraz na mistrzostwach Europy w 1966 w Budapeszcie, ale w obu zawodach odpadł w eliminacjach.
Był wicemistrzem Polski w biegu na 3000 metrów z przeszkodami w 1963 oraz brązowym medalistą w 1962 i w 1964, a także srebrnym medalistą w biegu przełajowym na 3,5 km w 1962.
W latach 1961–1966 wystąpił w szesnastu meczach reprezentacji Polski na 3000 metrów z przeszkodami, 5000 metrów i 10 000 metrów (16 startów),  bez zwycięstw indywidualnych.
Rekordy życiowe:
- bieg na 1500 metrów – 3:50,9 (29 lipca 1967, Warszawa)
- bieg na 3000 metrów – 8:12,2 (16 czerwca 1963, Bydgoszcz)
- bieg na 5000 metrów – 14:27,1 (10 lipca 1967, Frankfurt nad Odrą)
- bieg na 10 000 metrów – 29:55,6 (27 czerwca 1965, Poczdam)
- bieg na 3000 metrów z przeszkodami – 8:42,6 (18 września 1966, Warszawa)[6]

Był zawodnikiem Olimpii Poznań.